# 光明寺 (神戸市北区)
光明寺（こうみょうじ）は、兵庫県神戸市北区にある曹洞宗の寺院である。山号は五鈷山（ごこざん）、本尊は薬師如来、兵庫県下唯一の永平寺直末寺である。兵庫県観光百選に指定され、紅葉の名所で知られる。

## 沿革
聖徳太子の草創、行基開山と伝えられる、真言宗の寺院だった。文化元年（1804年）曹洞宗大本山永平寺50世玄透即中の勧進により、禅僧・佛通が中興開山、五鈷山光明寺と号して永平寺直末寺となった。